# Distrito de Ampara
Ampara (en tamil: அம்பாறை மாவட்டம்) es un distrito de Sri Lanka en la provincia Oriental. Código ISO: LK.AP.
Comprende una superficie de 4415 km².
El centro administrativo es la ciudad de Ampara.

## Demografía
Según estimación 2010 contaba con una población total de 644 000 habitantes, de los cuales 328 000 eran mujeres y 316 000 varones.